# قائمة زملاء الجمعية الملكية المنتخبين في 1906
هذه الصفحة تعرض قائمة زملاء الجمعية الملكية المُنتخبين لعام 1906.

## الزملاء
- تشارلز ويليام أندروز
- هارولد ويلسون [الإنجليزية]‏
- فيليب هيربرت كويل
- Walter Heape [الإنجليزية]‏
- Thomas John I'Anson Bromwich [الإنجليزية]‏